# Adamagan
Adamagan az aleutok egyik faluja volt i. e. 1100 és i. sz. 100 között, az alaszkai Cold Bay nyugati partján. Virágkorában körülbelül 1000 embert volt képes eltartani. Ez a régészeti feltárási hely, az egyik legnagyobb az Arktisz környékéről. A feltárásí helyen, több mint 250 téli házat, nyári házat, földalatti raktárhelyet, és sok más kisebb tákolmányt találtak.
A falu lakosai félig terepszint alá mélyített padlószintű, de falazatában a föld fölé nyúló házakban laktak. A házakat bálnacsontokkal fedték, és tőzeggel és földdel szigetelték, hogy kizárják az állandóan fúvó szeleket. A falusiak a tengeri emlősök vadászatából éltek, ezek megfogásához szigonyokat, íjakat és nyílakat használtak. Házaik alá áldozati tárgyakat ástak el, abban a hitben, hogy megvédik házaikat és segítik a vadászatban.